# 尾鷲神社
尾鷲神社（おわせじんじゃ）は、三重県尾鷲市北浦町12-5にある神社。尾鷲七郷の総鎮守（氏神）であり、例大祭のヤーヤ祭りで知られる。近代社格制度に基づく旧社格は郷社。

## 祭神
主祭神
- 建速須佐之男命（たけはやすさのおのみこと）

その他の祭神
- 櫛御氣野命（くしみけぬのみこと）
- 彌都波能賣神（みづはのめのかみ）
- 大山祗神（おおやまつみのかみ）
- 天之忍穂耳命（あめのおしほみみのみこと）
- 猿田彦神（さるたひこのかみ）
- 天之菩卑能命（あめのほひのみこと）
- 応神天皇（おうじんてんのう）
- 天津日子根命（あまつひこねのみこと）
- 若狭姫尊（わかさひめのみこと）
- 熊野久須比命（くまのくすひのみこと）
- 菅原道真（すがわらのみちざね）

- 活津日子根命（いくつひこねのみこと）
- 火之迦具土神（ひのかぐつちのかみ）
- 多岐理毘賣命（たきりびめのみこと）
- 大物主神（おおものぬしのかみ）
- 市寸嶋比賣命（いちきしまひめのみこと）
- 国之常立尊（くにのとこたちのみこと）
- 多岐都比賣命（タギツヒメノミコト）
- 宇迦之御魂神（うかのみたまのかみ）
- 級長戸邊命（しなつひこのみこと）
- 事代主神（ことしろぬしのかみ）

## 歴史
宝永4年（1707年）の宝永地震と安政元年（1854年）の安政南海地震による津波で記録や古文書などが流出しており、尾鷲神社の歴史は判然としない。尾鷲神社自身は古老の伝承に倣って「大宝年間（701年 - 703年）に播磨国広峰山の広峯社より建速須佐之男命を勧請したのが創祀」としている。紀伊続風土記によれば、尾鷲神社は伊勢神宮の神領にあり、遷宮の際には豊受大神宮（外宮）の神職が神事を執り行ったとの記述がある。
寛永12年（1635年）に紀州藩が作成した奥熊野山林御定書には「大宝天王 一楠廻壱丈九尺 廻壱丈八尺 (中略)、右者奥熊野尾鷲組在々之内、寺社境内ニ当時生立御座候楠栢槻私共相改候間、尺廻等如斯ニ御座候。以上」とあり、大楠の幹周りが現在の単位に換算して5.7メートルだったと記録されている。宝永4年（1707年）の宝永地震の際には、地震に伴う津波で尾鷲神社の本殿が流出したが、本殿の脇に立っていた大楠は生き残った。1966年（昭和41年）には腐った大楠の幹の空洞に火が入り、3日間燃え続けたが大楠は無事だった。
2020年から2021年の年越しにかけてはかがり火を焚くのをやめ、新型コロナウイルス感染症の拡大防止のため、年越しでの初詣の自粛を求めた。

## 行事

### 年中行事
初詣には例年、正月三が日で約4万人が参拝に訪れる。
- 1月15日 - どんど焼き
- 2月5日 - 尾鷲神社例大祭（ヤーヤ祭り）
- 3月8日 - お宮の日（人形供養）
- 6月第4日曜 - 大楠注連縄掛神事
- 6月30日 - 夏越の大祓
- 12月第4日曜 - 大楠注連縄掛神事
- 12月31日 - 年越の大祓

### 例大祭
毎年2月1日から5日にかけて行われる例大祭「ヤーヤ祭り」で知られる。起源は諸説あるが、祭り自体は鎌倉時代から始まったが、今のような形になったのは江戸時代からといわれている。
江戸時代の神社の神事は、祭りを取り仕切ってきた宮座の親方衆から、神社の氏子が「祷」を預かる祷屋制へと発展し、多くの地域では宮座のほうは衰退したが、ヤーヤ祭りでは宮座と祷屋制そのままが共存している点で稀有な例とされる。持ち回りの祷務町となった町が大名行列などの行事を担当する。
ヤーヤ祭りは、2月1日の初日午前0時から始まる御扉開きで始まり、午後7時からは在廻りが行われる。その後、2月2日から4日にかけて練りと垢離かきが行われ、最終日の2月5日に道中手踊り、大弓の儀、お獅子の出御が行われる。
このうち神事「垢離掻き（こりかき）」では体を清めるために全裸で川や海に入る慣習があったが、SNSでの拡散などが問題になり、犯罪を発生させる可能性があるとの三重県警察からの指摘や尾鷲警察署からの助言で、2024年度（令和6年度）から水着やふんどしを着用して行うことになった。

## 文化財

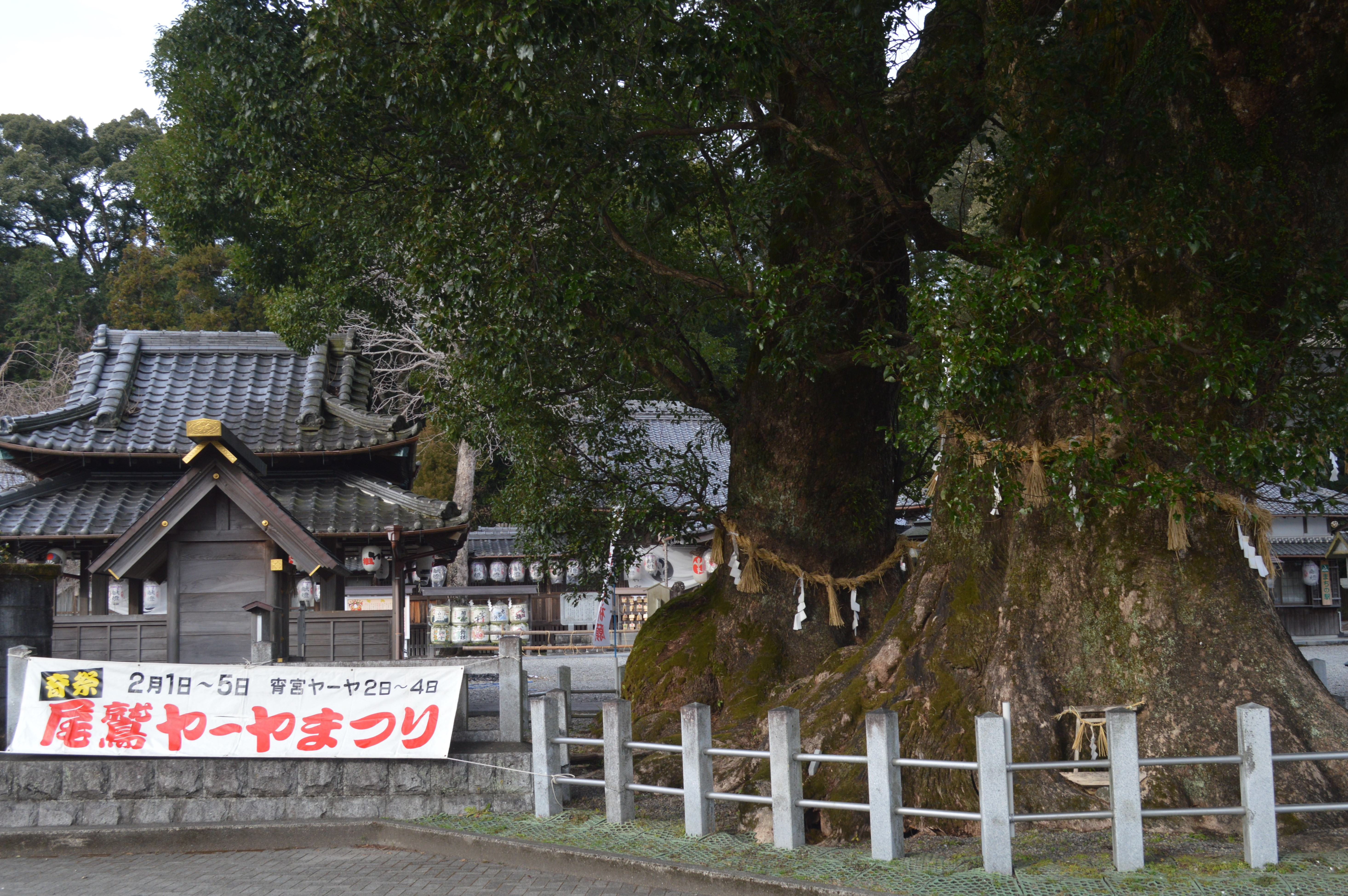
尾鷲神社の大樟

### 県指定文化財
- 「尾鷲神社の大樟」
  - 夫婦楠と呼ばれる2本のクスの巨木5メートルほどの間隔で並んでおり、枝が重なり合って一つの樹冠を形成している[4][9]。南側の雄楠は目通り幹回り10メートル、北側の雌楠は目通り幹回り9メートルに達する[4][10][3]。雄楠も雌楠も樹齢1000年以上と推定され[9]、ともに三重県屈指の巨樹とされる[4]。1937年（昭和12年）11月12日、三重県天然記念物に指定された[9]。
  - 雌楠の瘤こぶに触ると子を授かるという言い伝えがあり、古くから子宝授けなどのの神木として親しまれている[4][10]。近年には子宝授けの縁起にあやかろうと、遠方からも参拝者があるという[4]。

- 「尾鷲神社獅子頭」
  - 本殿内の獅子殿には、総高33cm×面長46cmの木彫の獅子頭が安置されている[11]。例祭であるヤーヤ祭の最終日、御獅子出御の儀式で使用される[11]。1968年（昭和43年）3月22日、三重県有形民俗文化財に指定された[11]。